# Strada statale 699 dell'Abbazia di Fossanova
La strada statale 699 dell'Abbazia di Fossanova (SS 699), già nuova strada ANAS 255 dell'Abbazia di Fossanova (NSA 255), è una strada statale italiana, che scorre nel basso Lazio, in provincia di Latina.

## Descrizione
Tale arteria ha origine dal km 95 della strada statale 7 Via Appia, e termina allacciandosi alla ex strada statale 156 dei Monti Lepini.
La strada fu inaugurata il 21 giugno 2003 e provvisoriamente definita come strada ANAS 255 dell'Abbazia di Fossanova (NSA 255).
Ha ottenuto la classificazione definitiva nel 2011 col seguente itinerario: "Innesto con la ex S.S. n. 156 presso Prossedi - Innesto con la S.S. n. 7 presso Terracina".

### Tabella percorso
| dell'Abbazia di Fossanova |                                                 |      |      |           |
| Tipo                      | Indicazione                                     | ↓km↓ | ↑km↑ | Provincia |
|                           | Via Appia                                       | 0,0  | 20,5 | LT        |
|                           | Frasso                                          | 5,0  | 15,5 | LT        |
|                           | Capocroce Zona industriale Mazzocchio           | 7,5  | 13,0 | LT        |
|                           | Sonnino Scalo Sonnino, abbazia di Fossanova     | 12,4 | 8,6  | LT        |
|                           | Priverno Zona industriale Fornace di Roccasecca | 17,2 | 3,3  | LT        |
|                           | Roccasecca dei Volsci                           | 20,0 | 0,5  | LT        |
|                           | ex dei Monti Lepini                             | 20,5 | 0,0  | LT        |